# Tone Čufar
Tone Čufar [tóne čúfar], slovenski pesnik, pisatelj in dramatik, * 14. november 1905,  Jesenice, † 11. avgust 1942, Ljubljana. 

## Življenje
Rojen kot Anton Čufar. Oče mu je bil tovarniški delavec Anton st., mati mu je bila Ana (rojena Kerštejn). Otroštvo je preživljal kot pastir pri svojem stricu v planinah okrog Bohinjske Bele, kamor sta ga zaradi slabega zdravja poslala starša. Zaradi pastirstva in izbruha prve svetovne vojne ni mogel redno obiskovati šole, je pa na paši veliko bral. Po vojni se je izučil za mizarja. 
Med vajenskim obdobjem se je včlanil v izobraževalno društvo narodne socialistične mladine Bratstvo in delavskemu prosvetnemu društvu Svoboda. Po končanem vajenstvu se je vpisal v dveletno mizarsko obrtno šolo v Ljubljani in pogosto obiskal gledališče. Šolo je zaključil in se vrnil na Jesenice, se zaposlil kot tovarniški mizar in nadaljeval s pisateljevanjem in delovanjem pri delavskem prosvetnem društvu.
Leta 1929 je postal član SKOJ in dve leti kasneje član Komunistične partije Jugoslavije. Leta 1932 je postal član Kluba slovenskih socialnih pisateljev in se odločil, da se bo preživljal kot pisatelj, kar je zaradi nerednih honorarjev pomenilo skromno življenje. Bil je izdajatelj, urednik in novinar. Leta 1936 so ga zaradi naprednega delovanja v delavskemu gibanju aretirali in v Ljubljani zaprli. Iz ljubljanskih zaporov so ga preselili v Beograd, kjer je prestal enoletno zaporno kazen, pol leta v samici in pol leta v beograjskem političnem zaporu Glavnjači. Po izpustitvi je za pet let izgubil državljanske pravice.
Preselil se je v Maribor, kjer je prijateljeval z mariborsko učiteljico Silviro Tomasini. Za tri leta se je zaposlil pri časopisu Toti list. Leta 1940 je bila Tomasinijeva premeščena v Kosovsko Mitrovico. Tik pred izbruhom druge svetovne vojne jo je imel namen za dalj časa obiskati, a mu je to preprečila okupacija Jugoslavije. Tako je dočakal prihod Nemcev v Mariboru. Kmalu po razdelitvi Dravske banovine je pobegnil v Ljubljano, ki so jo zasedli Italijani, saj je tam pričakoval manj napetosti.
Takoj po prihodu v Ljubljano se je vključil v Osvobodilno fronto, bil je dejaven na kulturnem in obveščevalnem področju. Izvedel je, da je njegov brat v partizanih padel nekje na Mežakli in da so starše izselili na Bavarsko ter v začetku leta še novico, da je Gestapo aretiral Silviro Tomasini. Kmalu za tem so italijanske oblasti v Ljubljani aretirale tudi Toneta Čufarja in ga poslale v furlansko koncentracijsko taborišče Gonars. 10. avgusta 1942 so Italijani Čufarja skupaj s sojetniki iz Gonarsa prepeljali v Šentvid pri Ljubljani, da bi jih predali Nemcem. Pri predaji je v jutranjem mraku s tovornjaka kot zadnji stopil Čufar in poskušal pobegniti, pri čemer so nanj streljali in ga smrtno ranili. Tri dni pozneje, v noči s 13. na 14. avgust 1942, je Gestapo pod poveljstvom SS-Hauptsturmführerja Hausdinga v Kosovski Mitrovici ustrelil tudi Silviro Tomasini.

## Objave
Svoja dela je objavljal v naslednjih revijah: Modra ptica, Ženski svet, Sodobnost
- Obzorja
- Mladi plamen
- Svoboda
- Književnost
- Neodvisnost
- Ljubljanski zvon
- Ameriški družinski koledar
- Delavec
- Nova pravda
- Življenje in svet
- Razori
- Zvonček

in samostojnih izdajah pri raznih založbah.

## Pomembnejša dela
Čufar je predstavnik socialnega realizma, zato je večina njegovih del posvečena tej tematiki.  

### Proza
- Februarska noč (1932, založba Klas) (COBISS)
- Zlata veriga (1937, psevdonim A.Kerštan, izdal J. Blasnika Nasl.) (COBISS)
- Pod kladivom (1950, Delavska enotnost) (COBISS)

### Dramatika
Čufar je ustvarjal proletarsko dramatiko. Njegove drame so predstavljala predvsem ljubiteljska gledališča in delavski socialistični odri. Uveljavljal je družbeno kritiko, smešil meščansko tekmo v strankarski politiki in skrbi kapitalistične družbe. Pisal je večinoma komedije in groteske ter v njih prikazoval nesmiselnost in pokvarjenost meščanske družbe. Iz njegovih del veje optimizem ter vera v zmago proletariata. Njegova resna dela (Ljubezen v kleti, Tragedija v kleti) preveva čustvena toplota, njegove komedije pa so polne nezdružljivih nasprotij, revščine in bogastva, sovraštva in ljubezni, denarja in brezposelnosti. Osebe so prebrisani študentje, nezveste žene, uporniške hčere, hišne, bogati trgovci in bankirji, delavci. Deležen je bil napadov, očitali so mu neizobraženost in prav zato, ker ni imel formalne izobrazbe, je pri odločanju založb za izdajo del izpadel. 
- Jutranja molitev (1928, prva Čufarjeva drama, istega leta tudi uprizorjena, neohranjena)
- Rdeči svit (1930, objavljena v Ameriškem družinskem koledarju št. 16)
- Tragedija v kleti (1931, neobjavljena)
- Polom (1934) (COBISS)
- Eks (1934, neobjavljena)
- Ameriška tatvina (1935) (COBISS)
- Ljubezen v kleti (1935)
- Ščurki (1936, neobjavljena)
- Mali Babilon (1939) (COBISS)

## Priznanja

### Poimenovanja
Po Tonetu Čufarju se imenujejo tri osnovne šole na Jesenicah, v Ljubljani in Mariboru, slednja izdaja glasilo Čufarjev odmor, več ulic in trgov, gledališče na Jesenicah, klimatsko zdravilišče v Dvorski vasi pri Begunjah na Gorenjskem (danes dvorec Drnča) itd. Na Jesenicah so trije doprsni kipi Toneta Čufarja - na osrednjem jeseniškem trgu, pred Osnovno šolo Toneta Čufarja Jesenice in v Spominskem parku.